# Чула-Виста
Чула-Виста (англ. Chula Vista; ˌtʃuːlə ˈvɪstə) — город в США, в округе Сан-Диего штата Калифорния с населением в 210 000 человек по статистическим данным переписи 2005 года. Расположен на восточном побережье залива Сан-Диего.

## География
По данным Бюро переписи населения США город Чула-Виста имеет общую площадь в 132,61 квадратных километров, из которых 126,65 квадратных километров занимает земля и 6,22 квадратных километров — вода. Площадь водных ресурсов округа составляет 4,69 % от всей его площади.
Город Чула-Виста расположен на высоте 21 метр над уровнем моря.

## Демография
По данным Бюро переписи США согласно переписи населения 2000 года в Чула-Висте проживало 210 000 человек, 43 567 семей, насчитывалось 57 705 домашних хозяйств и 59 495 жилых домов. Средняя плотность населения составляла около 1370,9 человек на один квадратный километр. Расовый состав Чула-Висты по данным переписи распределился следующим образом: 55,10 % белых, 4,62 % — чёрных или афроамериканцев, 0,78 % — коренных американцев, 10,98 % — азиатов, 0,58 % — выходцев с тихоокеанских островов, 5,85 % — представителей смешанных рас, 22,13 % — других народностей. Испаноговорящие составили 49,59 % от всех жителей города.
Из 57 705 домашних хозяйств в 40,7 % — воспитывали детей в возрасте до 18 лет, 55,7 % представляли собой совместно проживающие супружеские пары, в 14,9 % семей женщины проживали без мужей, 24,5 % не имели семей. 19,5 % от общего числа семей на момент переписи жили самостоятельно, при этом 7,9 % составили одинокие пожилые люди в возрасте 65 лет и старше. Средний размер домашнего хозяйства составил 2,99 человек, а средний размер семьи — 3,44 человек.
Население города по возрастному диапазону по данным переписи 2000 года распределилось следующим образом: 28,7 % — жители младше 18 лет, 9,4 % — между 18 и 24 годами, 31,6 % — от 25 до 44 лет, 19,3 % — от 45 до 64 лет и 11 % — в возрасте 65 лет и старше. Средний возраст жителей составил 33 года. На каждые 100 женщин в Чула-Висте приходилось 94,3 мужчин, при этом на каждые сто женщин 18 лет и старше приходилось 90,4 мужчин также старше 18 лет.
Средний доход на одно домашнее хозяйство в городе составил 44 861 доллар США, а средний доход на одну семью — 50 136 долларов. При этом мужчины имели средний доход в 36 812 долларов США в год против 28 430 долларов среднегодового дохода у женщин. Доход на душу населения в городе составил 18 556 долларов в год. 8,6 % от всего числа семей в округе и 10,6 % от всей численности населения находилось на момент переписи населения за чертой бедности, при этом 13,0 % из них были моложе 18 лет и 9,2 % — в возрасте 65 лет и старше.

## Климат
| Показатель                    | Янв. | Фев. | Март | Апр. | Май  | Июнь | Июль | Авг. | Сен. | Окт. | Нояб. | Дек. | Год  |
| ----------------------------- | ---- | ---- | ---- | ---- | ---- | ---- | ---- | ---- | ---- | ---- | ----- | ---- | ---- |
| Абсолютный максимум, °C       | 31,1 | 32,2 | 37,2 | 36,6 | 36,6 | 38,3 | 37,7 | 36,6 | 43,8 | 41,6 | 37,7  | 31,1 | 43,8 |
| Средний суточный максимум, °C | 20,0 | 19,9 | 20,0 | 21,0 | 21,1 | 22,2 | 24,3 | 25,3 | 25,7 | 24,2 | 22,1  | 19,8 | 22,1 |
| Средняя температура, °C       | 13,8 | 14,2 | 14,9 | 16,3 | 17,6 | 19,1 | 21,1 | 22,0 | 21,1 | 19,2 | 16,1  | 13,6 | 17,4 |
| Средний суточный минимум, °C  | 7,6  | 8,5  | 10,0 | 11,6 | 14,1 | 15,9 | 17,8 | 18,6 | 16,6 | 14,2 | 10,1  | 7,4  | 12,7 |
| Абсолютный минимум, °C        | −3,8 | 1,1  | 2,2  | 3,8  | 7,2  | 10,0 | 12,2 | 12,2 | 10,0 | 6,1  | 2,2   | 0,0  | −3,8 |
| Норма осадков, мм             | 47   | 58   | 43   | 16   | 2    | 1    | 0    | 0    | 3    | 12   | 24    | 33   | 244  |
| Источник: NWS                 |      |      |      |      |      |      |      |      |      |      |       |      |      |